# 比利亚米耶尔德拉谢拉
比利亚米耶尔德拉谢拉，是西班牙卡斯蒂利亚-莱昂布尔戈斯省的一个市镇。总面积18平方公里，总人口39人（2001年），人口密度2人/平方公里。